# Limite (programa)
Limite foi um programa de televisão brasileiro da ESPN Brasil que discutia a semana do automobilismo. Era comandado por João Carlos Albuquerque e tinha como comentaristas fixos Flávio Gomes e Mauro Cezar Pereira. Em 2007, o programa também teve uma versão radiofônica comandada por Flávio Gomes, na Rádio Eldorado-ESPN. Saiu do ar em 2011. A atração voltou em 2019, passando a discutir as provas da Fórmula 1, sempre nas terças após as corridas.